# Brand (Familienname)
Brand ist ein deutscher Familienname. Er gehört zu den 200 häufigsten Familiennamen in Deutschland. Wie auch die Familiennamen Brandt und Brant ist er eine Ableitung der Vornamen Hildebrand oder Hadebrand. Diese Namen waren früher besonders in Norddeutschland verbreitet. Von dort aus gelangte der Name Brand in etliche Regionen Deutschlands. In Süddeutschland setzte sich häufig die Schreibweise Brandl oder Brantl durch. Neben der Deutung als Patronym ist Brand teilweise auch ein Herkunfts- oder Wohnstättenname, der sich z. B. von einer Brandstelle ableitet, die durch Brandrodung entstand. Frühe Namensvorkommen sind aus Seinsheim (1343) und Frankfurt (1493) überliefert.

## Namensträger

### A
- Adam Brand (vor 1692–1746), deutscher Kaufmann und Forschungsreisender
- Adam Friedrich Brand von Lindau (1681–1754), kurfürstlich-sächsischer General der Kavallerie
- Adolf von Brand (1803–1878), preußischer Gutsbesitzer und Politiker
- Adolf Brand (1874–1945), deutscher Aktivist
- Albert Brand (1873–1929), deutscher Historiker und Heimatforscher
- Albrecht Brand (1888–1969), deutscher Generalleutnant und Chef der Heeresmuseen
- Albrecht Ludwig Brand (1855–1919), deutscher Generalleutnant
- Alfred Brand (* 1932), deutscher Graveur
- Andreas Brand (Abt) (auch Andreas Brandt; 1651–1725), deutscher Abt des Klosters Ilbenstadt von 1681 bis 1725
- Andreas Brand (* 1964), deutscher Kommunalpolitiker (Freie Wähler)
- Angela Brand (* 1996), deutsche Laiendarstellerin
- Angelika Brand (* 1976), deutsche Ruderin
- Arthur Brand (1870–1943), preußischer Zivilrichter und Beamtenrechtskommentator
- Arthur Brand (Detektiv) (* 1969), niederländischer Detektiv
- August Brand (1863–1930), deutscher Botaniker und Philologe

### B
- Beate Brand-Saberi (* 1958), deutsche Anatomin, Molekularembryologin und Hochschullehrerin
- Benjamin Brand (* 1989), deutscher Fußballschiedsrichter
- Benno Friedrich Brand von Lindau (1571–1625), deutscher Jurist und Mitglied der Fruchtbringenden Gesellschaft
- Bernhard Brand (1859–1933), deutscher Jurist und Bürgermeister
- Bernhardt Brand-Hofmeister (* 1983), deutscher Kirchenmusiker, Konzertorganist, Komponist und zertifizierter Orgelsachverständiger
- Bob Brand (1865–??), schottischer Fußballspieler
- Burgert Brand (* 1959), namibischer Pfarrer und Bischof

### C
- Cäcilie Brand (Caecilie Brandt; Cäcilie Brandt; 1814–1862), deutsche Malerin, Lithografin und Zeichnerin insbesondere von Porträts
- Carl Brand (1893–1945), deutscher Allgemeinmediziner und NS-Opfer
- Charles Brand (Politiker) (1871–1966), US-amerikanischer Politiker
- Charles Brand (Offizier) (1873–1961), australischer Offizier und Politiker
- Charles Brand (Wasserballspieler) (1916–1984), britischer Wasserballspieler
- Charles Amarin Brand (1920–2013), französischer Theologe, Bischof von Monaco und Straßburg
- Charles Hillyer Brand (1861–1933), US-amerikanischer Politiker
- Christian Brand (Manager) (* 1949), deutscher Bankmanager
- Christian Brand (Fußballspieler) (* 1972), deutscher Fußballspieler und -trainer
- Christian Friedrich von Brand († 1735), deutscher Hofrat und Kanzler
- Christian Hilfgott Brand (Brand der Ältere; 1694/1695–1756), deutsch-österreichischer Landschaftsmaler
- Christiane Brand (* 1973), ehemalige deutsche Ruderin
- Christianna Brand (1907–1988), britische Schriftstellerin
- Christine Brand (* 1973), Schweizer Schriftstellerin und Journalistin
- Christoph Brand (* 1961), deutscher Jurist, Berater und Banker
- Christoph Friedrich Brand (1757–1830), Goldarbeiter
- Cindy Brand (* 1994), französische Sängerin
- Claudia Brand, Geburtsname von Claudia van Veen (* 1976), deutsche Sängerin, Schauspielerin und Moderatorin
- Colette Roth-Brand (* 1967), Schweizer Freestyle-Skifahrerin (Aerials)
- Cordula Brand (* 1965), deutsche Archäologin
- Curd Brand (1892–1971), deutscher SS-Führer

### D
- Daniel Brand († 1467), Bremer Bürgermeister
- Dany Brand (* 1996), Schweizer Hürdenläufer
- Dagmar Brand (* 1943), deutsche Künstlerin
- Dan Brand (* 1935), US-amerikanischer Ringer
- David Brand (Politiker) (1912–1979), australischer Politiker
- David Brand (Fußballspieler) (* 1951), englischer Fußballspieler und -trainer
- Dieter Brand (* 1939), deutscher Generalmajor
- Dionne Brand (* 1953), kanadische Schriftstellerin
- Dirk Brand (* 1969), deutscher Schlagzeuger und Musikpädagoge
- Drew Brand (* 1957), schottischer Fußballspieler

### E
- Elton Brand (* 1979), US-amerikanischer Basketballspieler
- Emil Brand (1881–1941), deutscher Jurist, Oberregierungsrat und Präsident der Verwaltung der staatlichen Schlösser, Gärten und Seen
- Erich Brand (1914–2011), deutscher Paläontologe
- Erik Brand (* 2004), deutscher Volleyballspieler
- Erland Brand (1922–2020), schwedischer Maler und Grafiker
- Erna Brand (1895–1984), deutsche Musikwissenschaftlerin
- Ernst Brand (Mediziner) (1827–1897), deutscher Mediziner
- Ernst Brand (General) (1856–1931), deutscher Generalmajor
- Ernst Brand (Architekt) (eigentlich Karl Heinrich Brand; 1869–1948), deutscher Architekt
- Ernst Brand (Maler) (1898–1983), deutscher Maler
- Esther Brand (1922–2015), südafrikanische Leichtathletin

### F
- Fabian Brand (* 1991), deutscher katholischer Theologe, Autor
- Florian Brand (* 1984), deutscher American-Football-Spieler
- Frank Brand (* 1961), deutscher Wirtschaftsmathematiker, Statistiker und Hochschullehrer
- Franklin Brand, Politiker aus St. Kitts und Nevis
- Franz Brand (Großdechant) (1806–1878), deutscher Theologe; Gegner des Kulturkampfes
- Franz Brand (Politiker) (1887–1968), österreichischer Politiker (SPÖ)
- Franz Josef Brand (1790–1869), deutscher Gymnasiallehrer, Bibliothekar, Historiker, Altphilologe und Zeichner
- Friedrich von Brand (1782–1857), württembergischer Generalleutnant und Gouverneur von Ludwigsburg
- Friedrich Brand (1891–1979), deutscher Beamter und Manager
- Friedrich August Brand (1735–1806), österreichischer Landschafts- und Historienmaler
- Fritz Brand (General) (1889–1967), deutscher General der Artillerie
- Fritz Brand (Politiker), deutscher Tischler und Politiker (SPD), MdL Lippe
- Fritz Brand (Schauspieler) (1906–1969), deutscher Schauspieler und Regisseur
- Fritz Brand (Maler) (1915–1998), Schweizer Maler
- Fritz Brand (Architekt) (* 1927), deutscher Architekt

### G
- Gail Brand (* 1971), britische Jazz-Posaunistin
- Georg Friedrich Brand (1798–1874), Bürgermeister von Biebelnheim und hessischer Landtagsabgeordneter
- Gerd Brand (Philosoph) (1921–1979), deutscher Philosoph und Wissenschaftsmanager
- Gerd Brand (Politiker) (* 1973), österreichischer Politiker (SPÖ)
- Gerhard Brand, deutscher Basketballspieler
- Glen Brand (1923–2008), US-amerikanischer Ringer
- Gordon Brand Junior (1958–2019), schottischer Golfer
- Gregor Brand (* 1957), deutscher Dichter und Schriftsteller
- Guido K. Brand (1889–1946), deutscher Literaturhistoriker und Schriftsteller
- Gustav Brand (1883–1963), deutscher Komponist und Kantor

### H
- Hanno Brand (* 1959), niederländischer Historiker
- Hans Brand (Geologe) (1879–1959), deutscher Geologe, Bergbauingenieur und SS-Standartenführer
- Hans Brand (Berghauptmann) (1888–im 20. Jahrhundert), deutscher Berghauptmann
- Hans Brand (Schauspieler) (1896–1970), österreichischer Schauspieler
- Hans H. Brand (1930–2020), deutscher Hochschul-Professor für Hochfrequenztechnik
- Hans Joachim Brand (1927–2008), deutscher Rechtsanwalt und Notar
- Hanskurt Brand (* 1966), Schweizer Radrennfahrer
- Hans-Ulrich Brand (1930–2002), deutscher Jurist und Politiker (SPD)
- Hans Brand (Berghauptmann) (1888–?), preußischer Bergbeamter
- Harald Brand (1941–2018), deutscher Journalist
- Heather Brand (* 1982), simbabwische Schwimmerin
- Hein Brand († nach 1440), Hamburger Bürger
- Heiner Brand (* 1952), deutscher Handballspieler und -trainer
- Heinrich Brand (Heinz Brand; 1887–1971), Regierungspräsident in Sigmaringen und Aachen
- Heinz Brand (Künstler) (* 1944), Schweizer Maler und Plastiker
- Heinz Brand (Politiker) (* 1955), Schweizer Politiker
- Helmut Brand (* 1957), deutscher Mediziner und Professor für Europäische Gesundheitswissenschaften an der Universität Maastricht
- Helmut Michael Brand (* 1959), deutscher Kirchenmusiker und Komponist
- Hendrica Brand (1758–1813), niederländische Geschäftsfrau
- Hennig Brand (um 1630–nach 1692), deutscher Alchemist
- Henry Brand, 1. Viscount Hampden (1814–1892), britischer Politiker (Liberal Party)
- Hermann Brand (Politiker, 1857) (1857–1929), deutscher Kaufmann und Politiker (DDP)
- Hermann Brand (Politiker, 1868) (1868–1940), Schweizer Arzt, Berner Nationalrat, Gründer der Arbeiterpartei in Melchnau
- Hermann Brand (Prediger) (1880–1945), deutscher baptistischer Theologe und Prediger
- Hermann Brand (Schauspieler) (Samuel Brand; 1898–1966), deutscher Schauspieler und Regisseur
- Horst Brand (* 1946), deutscher Fußballspieler

### I
- Ilona Brand (* 1958), deutsche Rennrodlerin
- Ingrid Brand-Hückstädt (* 1954), deutsche Politikerin (FDP)
- Inka Brand (* 1977), deutsche Spieleautorin, siehe Inka und Markus Brand

### J
- Jack Brand (* 1953), kanadischer Fußballspieler
- Jakob Brand (1776–1833), deutscher Bischof der Diözese Limburg an der Lahn
- Jan Brand (1908–1969), niederländischer Hockeyspieler
- Jens Brand (* 1968), deutscher Künstler
- Jochen Brand (* 1944), deutscher Handballspieler
- Joel Brand (1906–1964), ungarisch-deutscher Zionist und Verbandsfunktionär
- Johann Brand (Bürgermeister) (um 1340–1405), Ratsherr und Bürgermeister in Bremen
- Johann Arnold von Brand (1647–1691), Hochschullehrer, Jurist, Reiseschriftsteller
- Johann Christian Brand (1722–1795), österreichischer Landschaftsmaler, Zeichner, Radierer und Kupferstecher
- Johann Georg Brand (1645–1703), evangelischer Theologe und Professor für Mathematik und Metaphysik an der Universität Marburg
- Johannes Henricus Brand (1823–1888), Präsident des Oranje-Freistaats
- John Brand (1744–1806), englischer Volkskundler
- Josef Brand (1841–1909), Banater katholischer Geistlicher, Physiker und Fotograf
- Jule Brand, Pseudonym von Kerstin Gier (* 1966), deutsche Schriftstellerin
- Jule Brand (Fußballspielerin) (* 2002), deutsche Fußballspielerin
- Julia Brand (* 1989), deutsche Schauspielerin
- June Brand (* 2005), französische Skirennläuferin
- Jürgen Brand, Pseudonym von Emil Sonnemann (1869–1950), deutscher Pädagoge, Redakteur und Gefängnisdirektor
- Jürgen Brand (Jurist, 1941) (* 1941), deutscher Jurist und Hochschullehrer
- Jürgen Brand (Jurist, 1945) (* 1945), deutscher Jurist und Richter
- Jürgen Brand (Politiker) (* 1965), deutscher Politiker (CSU)
- Jürgen Brand (Journalist), deutscher Journalist

### K
- Karl Brand (Autor) (1895–1917), deutsch-mährischer Lyriker und Erzähler
- Karl Brand (Politiker) (1897–1978), deutscher Politiker (KPD)
- Karl Brand (Biochemiker) (1931–2010), deutscher Biochemiker
- Karl Brand (Pfarrer) (1931–2014), deutscher römisch-katholischer Geistlicher
- Karl Brand (Radsportler) (* 1941), Schweizer Radrennfahrer
- Karl Heinrich Brand, eigentlicher Name von Ernst Brand (Architekt) (1869–1948), deutscher Architekt
- Karl-Hermann Freiherr von Brand zu Neidstein (1915–1984), deutscher Offizier und Militärschriftsteller
- Karl-Werner Brand (* 1944), deutscher Umweltsoziologe
- Katherine Brand (* 1987), deutsche Schauspielerin
- Ken Brand (* 1938), englischer Fußballspieler
- Kevin Brand (* 1991), österreichischer Schauspieler und Künstler
- Klaus Brand (Handballspieler) (* 1941), deutscher Handballspieler und -trainer
- Klaus Brand (Fußballspieler) (* 1955), deutscher Fußballspieler
- Kurt Brand (Pharmazeut) (1877–1952), deutscher Pharmazeut und Hochschullehrer
- Kurt Brand (Unternehmer) (1904–nach 1970), deutscher Fabrikant und Verbandsfunktionär
- Kurt Brand (Schriftsteller) (1917–1991), deutscher Schriftsteller

### L
- Lisa Brand (* 1993), Schweizer Schauspielerin
- Lotte Brand Philip (1910–1986), deutschamerikanische Kunsthistorikerin
- Lucinda Brand (* 1989), niederländische Radrennfahrerin
- Ludwig Brand (1932–2022), US-amerikanischer Biologe, Chemiker und Hochschullehrer österreichischer Herkunft

### M
- Margarete Fabricius-Brand, deutsche Fachanwältin für Familienrecht und Diplom-Psychologin
- Maria Brand (geborene Renschen; 1877–1956), deutsche Politikerin (Zentrum), MdL Oldenburg
- Marie-Berta von Brand (1899–1977), deutsche Agrarwissenschaftlerin
- Markus Brand (Fußballspieler) (* 1974), deutscher Fußballspieler
- Markus Brand (* 1975), deutscher Spieleautor, siehe Inka und Markus Brand
- Martin Brand (* 1975), deutscher Künstler
- Martina Brand (* 1957), deutsche Drehbuchautorin
- Matthias Brand (* 1952), deutscher Schriftsteller
- Max Brand, Pseudonym von Frederick Schiller Faust (1892–1944), amerikanischer Schriftsteller und Drehbuchautor
- Max Brand (Fußballspieler) (1895–1973), Schweizer Fußballspieler
- Max Brand (Komponist) (1896–1980), österreichischer Komponist
- Max Brand (Maler) (* 1982), deutscher Maler
- Michael Brand (1815–1870), ungarischer Komponist, siehe Mihály Mosonyi
- Michael Brand (Antiquar) (1925–2012), britischer Antiquar
- Michael Brand (Kunsthistoriker) (* 1958), australischer Kunsthistoriker
- Michael Brand (Neurobiologe) (* 1961), deutscher Neurobiologe und Entwicklungsbiologe
- Michael Brand (Politiker) (* 1973), deutscher Politiker (CDU)
- Millen Brand (1906–1980), US-amerikanischer Autor
- Moritz Brand (1844–1927), sächsischer Landesscharfrichter
- Myles Brand (1942–2009), US-amerikanischer Hochschul- und Sportfunktionär

### N
- Neville Brand (1920–1992), US-amerikanischer Schauspieler
- Nonnosus Brand (1755–1793), deutscher Komponist, Organist und Musikpädagoge

### O
- Olga Brand (1905–1973), Schweizer Germanistin, Schriftstellerin und Journalistin
- Oliver Brand (* 1974), deutscher Rechtswissenschaftler
- Olivier Brand (* 1980), schweizerischer Skirennläufer
- Oscar Brand (1920–2016), amerikanischer Folk-Songwriter, Radiomoderator und Autor
- Oskar Brand (1866–1945), deutscher Jurist und Brauereiunternehmer
- Otto Brand (1930–2014), deutscher römisch-katholischer Geistlicher

### P
- Paul von Brand (1831–1904), deutscher Gutsbesitzer und Politiker, MdR
- Paul Brand (Politiker) (1897–1969), deutscher Politiker (CSU), Mitglied der Verfassunggebenden Landesversammlung in Bayern
- Paul Brand (Chemiker) (* 1931), deutscher Chemiker, Mineraloge und Hochschullehrer
- Paul Brand (Bildhauer) (* 1941), Schweizer Bildhauer, Maler und Hochschullehrer
- Paul Wilson Brand (1914–2003), britischer Chirurg
- Peter Brand (Literaturwissenschaftler) (1923–2016), britischer Literaturwissenschaftler
- Peter Brand (Schauspieler) (* vor 1930), österreichischer Schauspieler
- Peter Brand (Kameramann) (1937–2023), deutscher Kameramann
- Peter Brand (Politiker), Schweizer Politiker (SVP)
- Peter Wilhelm Brand (1900–1978), deutscher Politiker (CDU)
- Philipp Brand (Politiker) (1833–1914), deutscher Politiker, MdR
- Philipp Brand (Baumeister) (1878–1940), deutscher Dombaumeister
- Philippine Brand (1840–1920), deutsche Theaterschauspielerin

### Q
- Quintin Brand (1893–1968), britischer Luftfahrtpionier

### R
- Rachel Brand (* 1973), US-amerikanische Juristin
- Rafael Brand (* 1994), deutscher Fußballspieler
- Ralf Brand (* 1971), deutscher Sportpsychologe und Hochschullehrer
- Ralph Brand (* 1936), schottischer Fußballspieler
- Ray Brand (* 1934), englischer Fußballspieler
- Renée Brand (1900–1980), deutsch-jüdische Exilschriftstellerin
- Richard Brand (* um 1941), US-amerikanischer Orthopäde
- Robert Brand (1887–??), schottischer Fußballspieler
- Roland Brand (* 1953), Schweizer Handballspieler
- Rolf Brand (1932–2021), deutscher Aikidō-Lehrer
- Rudolf Brand (Unternehmer, 1845) (1845–1924), Schweizer Unternehmer
- Rudolf Brand (Unternehmer, 1902) (1902–1987), deutscher Fabrikant und Unternehmensgründer
- Rudolf Brand (Schauspieler) (* 1935), deutscher Schauspieler
- Russell Brand (* 1975), britischer Komiker, Schauspieler und Moderator
- Ruth Brand (* 1967), deutsche Bundesbeamtin und Präsidentin des Statistischen Bundesamtes
- Ruth Erika Brand (1928–2014), deutsche Politikerin und Diplom-Pädagogin

### S
- Sabine Brand Scheffel (* 1959), deutsche Künstlerin
- Samantha Brand (* 1988), haitianische Fußballnationalspielerin
- Samira Brand (* 1995), deutsche Handballspielerin
- Silke Brand (* 1971), deutsche Fernsehmoderatorin, Sachbuchautorin, Psychologin, Persönlichkeits- und Gesundheitscoach
- Silvia Brand (1848–1909), deutsche Schauspielerin, Journalistin, Autorin und Unternehmerin
- Simone Brand (* 1967), deutsche Politikerin (PIRATEN)
- Steffen Brand (* 1965), deutscher Leichtathlet
- Steven Brand (* 1969), britischer Schauspieler, Synchronsprecher und Hörspielsprecher
- Stewart Brand (* 1938), US-amerikanischer Autor

### T
- Theo Brand (Theodor Friedrich Johannes Ludwig Brand; 1925–2016), deutscher Komponist, Organist und Musikpädagoge
- Theodor Brand (Bürgermeister) (1488–1558), genannt Meister Joder, Wundarzt,  Bürgermeister von Basel (1544–1558)
- Theodor Brand (Publizist) (1796–nach 1846), deutscher Publizist
- Theodor von Brand (Parasitologe) (1899–1978), deutschamerikanischer Parasitologe
- Theodor Friedrich Johannes Ludwig Brand (1925–2016), deutscher Komponist, Organist und Musikpädagoge, siehe Theo Brand
- Theodor P. von Brand (1926–2004), deutschamerikanischer Jurist und Richter
- Thomas Brand (Geistlicher) (1635–1691), englischer Geistlicher
- Thomas Brand (Politiker) (1774–1851), britischer Politiker
- Thomas Brand (Biochemiker) (* 1960), deutscher Biochemiker, Molekularbiologe und Hochschullehrer
- Thomas Brand Hollis (geb. Thomas Brand; 1719–1804), britischer Geschäftsmann und Sammler
- Tilman von Brand (* 1974), deutscher Fachdidaktiker
- Tim Brand (Handballspieler) (* 1998), deutscher Handballspieler
- Tim Brand (Hockeyspieler) (Timothy Brand; * 1998), australischer Feldhockeyspieler
- Tobias Brand (* 1998), deutscher Volleyball- und Beachvolleyballspieler
- Tom Brand (1917–1970), niederländischer Tenor
- Tomas Brand (* 1968), schwedischer Pornodarsteller und Model

### U
- Ulrich Brand (Historiker), deutscher Historiker
- Ulrich Brand (Politikwissenschaftler) (* 1967), deutscher Politikwissenschaftler und Hochschullehrer

### V
- Vance D. Brand (* 1931), US-amerikanischer Astronaut
- Viola Brand (* 1994), deutsche Kunstradfahrerin
- Vreny Brand-Peier (* 1942), Schweizer Malerin und Zeichnerin

### W
- Walter Brand (1907–1980), sudetendeutscher Politiker (NSDAP)
- Wenzel Brand (1863–1923), österreichischer Politiker (CSP)
- Werner Brand (Bergbauingenieur) (1885–1957), deutscher Bergassessor und Manager der deutschen Montanindustrie
- Werner Brand (1933–2021), deutscher Maler und Grafiker
- Wilhelm von Brand (1856–1944), deutscher Generalleutnant
- Wilhelm Ferdinand Brand (1854–1943), deutscher Schriftsteller
- Willi Brand (* 1943), deutscher Hochschullehrer, Direktor des Instituts für Berufs- und Wirtschaftspädagogik an der Universität Hamburg
- Willy Brand (1890–1953), Schweizer Unternehmer
- Wolfgang Brand (* 1948), österreichischer Violinist (Wiener Philharmoniker)